# Wspólnota administracyjna Sigmarszell
Wspólnota administracyjna Sigmarszell – wspólnota administracyjna (niem. Verwaltungsgemeinschaft) w Niemczech, w kraju związkowym Bawaria, w rejencji Szwabia, w regionie Allgäu, w powiecie Lindau (Bodensee). Siedziba wspólnoty znajduje się w miejscowości Sigmarszell.
Wspólnota administracyjna zrzesza trzy gminy wiejskie (Gemeinde): 
- Hergensweiler, 1 808 mieszkańców, 12,06 km²
- Sigmarszell, 2 845 mieszkańców, 16,01 km²
- Weißensberg, 2 590 mieszkańców, 7,84 km²